# Antonin Rolet
Pour les articles homonymes, voir Rolet.
Antonin Rolet (Salon-de-Provence, 16 août 1867 - Antibes, 07 janvier 1941,) est un ingénieur agronome, enseignant et auteur de nombreuses publications. Ses livres traitent de sujets qui intéressent le grand public (Les conserves domestiques, les plantes médicinales) et ses Plantes à parfum et plantes aromatiques est un succès durable de librairie. Les plus lus sont toujours réédités.
Journaliste et essayiste éclectique il traite de nombreux sujets agro alimentaires dans la presse professionnelle et grand public.

## Biographie
1900-1906 (?) Professeur à l'École nationale des industries laitières de Mamirolle. Chimiste et directeur du Laboratoire à l'Ecole nationale des Industries laitières. Le début de sa carrière est consacré au lait et sa transformation.
À partir de 1905 il se spécialise dans les plantes à parfum et l'agronomie méditerranéenne et les agrumes. Professeur à l'École Pratique d'Horticulture d'Antibes pendant 16 ans 1918-1934 (?). De 1916 à 1934, il publie régulièrement dans La Parfumerie Moderne, sa dernière publication est consacrée à la badiane et sa distillation, dans le n° de décembre 1934 de cette revue.
On ne sait peu de chose de sa biographie.

## Publications

### Livres
- L'Industrie laitière, sous-produits et résidus. Paris, Baillière & Fils, 395 p. et  162 fig. 1905[7]
- L'industrie du beurre en France et à l'étranger. Tome 1, 270 p. La France, Tome 2, 486 p. L'étranger, Paris, Lucien Laveur. 1906[8]
- A. Rolet et Edmond Rabaté. Les essences et les parfums (Extraction et fabrication); Encyclopédie Agricole Pratique, Paris, Hachette. 104 p. 103 fig.. 1907, 1908[9]. Suite: E. Rabaté, L'essence de térébenthine. Réed. Connaissances et mémoires, 2003[10], Hachette Livre, 2021
- Les gelées et la grêle, Guide pour la défense et la protection des récoltes, A.-L. Guyot, 2 vol. .1908[11]. Les Gelées 124 p. La grêle 127 p.
- Le lait hygiénique, production et vente, étables et laiteries, choix des vaches, etc. Paris. Lucien Laveur. L'Agriculture du XXe siècle, 1908[12],
- La conservation des matières alimentaires dans les ménages, à la ferme et dans les coopératives agricoles. Les Conserves de fruits pour la consommation familiale et pour la vente. Paris, J.B Baillière et fils Encyclopédie Agricole,494 p. 1912[13],
- Les conserves de fruits pour la consommation familiale et pour la vente. Paris, J.-B Baillière et fils, Encyclopédie Agricole. 494 p. 1913, 1914, 458 p. 1920
  - Las conservas de frutas para el consumo familiar y para la venta. Barcelona, Casa Editorial Salvat. 478 p. 1919, 31 p. 1929,
- Les conserves de légumes, de viandes, des produits de la basse-cour et de la laiterie : la conservation des matières alimentaires dans les ménages, à la ferme et dans les coopératives agricoles. Paris, J.-B Baillière et fils, Encyclopédie Agricole. 483 p. 1913[14], 1920[15], Hachette Livre Bnf /2019
- Ricardo Ferrer (trad.). Conservas de produtos de origem animal: huevos, aves, carnes, pescado y lecheria. Barcelona: Editorial Araluce, Biblioteca de artes aplicadas y de industrias,. 275 p. 1943,
- Le Ver à soie. Sériciculture moderne. Paris O. Doin et fils, Bibliothèque de zoologie appliquée. 430 p., 153 grv. 1913[16],
- A. Rolet et Désiré Bouret. La culture des Plantes médicinales et la cueillette des plantes sauvages. Paris, J.-B Baillière et fils, Encyclopédie agricole 1918, 254 p. 1919, 1928[17]
- Plantes à parfum et plantes aromatiques, Paris, J.-B Baillière et fils, 432 p. 1918[18], 1930. Hachette Livre Bnf. 2019
- Culture des fleurs en forçage hâtif. Paris, J. -B Baillière & Fils, 184 p. 1931,

### Articles (sélection)
- Botanicals in Central Europe. New York. D. O. Haynes The Pharmaceutical. 1887,
- Dosage de l'acidité des laits. L'Agriculture nouvelle. 24 juin 1900[19],
- Sur l'enseignement, ...pédagogique et rationnel de la laiterie. Montréal. Le quincaillier. Janvier-Juin 1903[20],
- Les meilleures conditions du crèmage naturel. Montréal. Le quincaillier p.30. Janvier-Juin 1904[21],
- Les figues sèches. Le Messager agricole p. 104 et sq. 10 mars 1904[22],
- Chimie industrielle : Fabrication des essences de fleurs d'oranger, Paris. Le Génie Civil. n°1200  p. 93. 10 Juin 1905[23].Distillation de la fleur d'oranger dans une ferme. In La fabrication des essences de fleur d'oranger. Le Génie civil, 10 juin 1905[24]

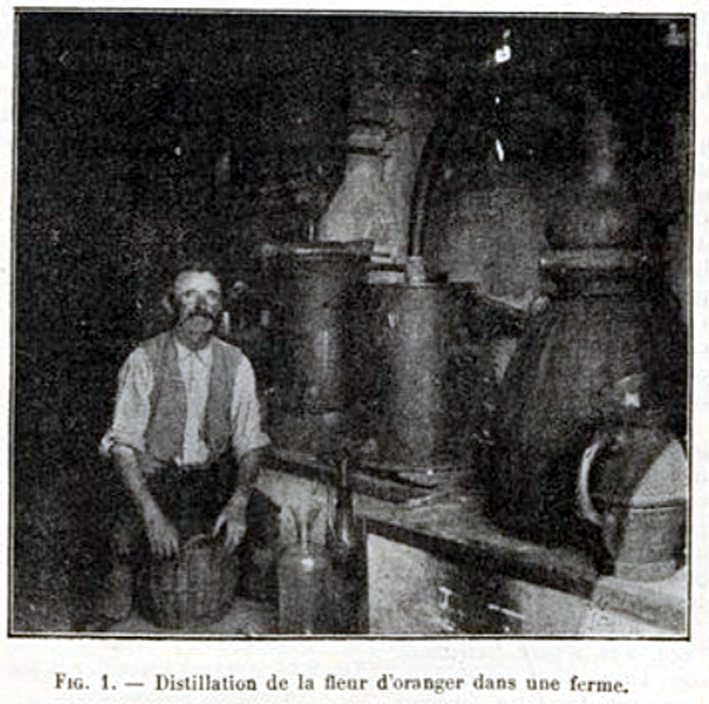
Distillation de la fleur d'oranger dans une ferme. In La fabrication des essences de fleur d'oranger. Le Génie civil, 10 juin 1905

- Les eaux résiduaires de laiteries et porcheries. Montréal. Le quincaillier p.93. Janvier-Juin 1908[25],
- Le fromage de Roquefort dans la Crau. Rodez, Le Cultivateur aveyronnais, p. 274. Mai 1908[26].
- Pour avoir du beurre mou en hiver. Le Quimperlois, février 1909[27],
- L'industrie des fleurs naturelles sur la Côte d'Azur. Le Bien Public. 10 janvier 1911.
- De tout un peu....avec Sur quelques Engrais des Agrumes. Lyon, La Parfumerie moderne : revue scientifique et de défense professionnelle. p. 12. 1921[28],
- Le patchouli et sa culture. La Parfumerie moderne, n° 5, mai.1931[29].
- Dans les serres de rosier à floraison hivernale Le Petit Marseillais - La page agricole. 4 novembre 1933[30].

### Monographies  (sélection)
- Le roseau de Provence et les paniers pour fleurs et légumes, Revue horticole : journal d'horticulture pratique. Orléans, Imp. Paul Pigelet, p. 175 à 177. 1905[31],
- La levée du liège. Paris. Dusacq, Librairie agricole de la Maison rustique. Journal d'agriculture pratique. v.68 t.8 1904[32],
- La lutte contre les criquets et les ravageurs des récoltes. Paris. Revue générale des sciences pures et appliquées. 9p. 1890[33]
- Le camphrier, acclimatation, culture, rendement. Paris Revue générale des sciences pures et appliquées, 5p. 1890[34]
- Grosfeld (trad.) Die Sterilisation von Milch und Butter durch Elektrizität... und der ultravioletten Strahlen. Revue Générale des Sciences pures et appl. 37. 1926[35].
- Le Réséda. Lyon, La Parfumerie moderne : revue scientifique et de défense professionnelle. p. 107. 1919[36],
- Récolte et Rendement du Géranium. p. 60. La Culture de l’Iris de Parfumerie. p. 156. Lyon, La Parfumerie moderne : revue scientifique et de défense professionnelle. 1920[37],
- La culture des agrumes au Japon. Lyon. La Parfumerie moderne : revue scientifique et de défense professionnelle. p. 43. 1924[38],

- Production of Casein and Casein Adhesives. Le Caoutchouc et La Gutta-Percha, 24 p. 1927[39],
- Le giroflier et sa culture. Lyon, La Parfumerie Moderne, n° 4, pp. 77-80, avril 1928,
- Le rôle du sel marin dans la conservation des denrées alimentaires. Paris, Doin. Revue générale des sciences pures et appliquées. Janvier 1930[40].
- Le crin de Florence. Paris, Doin. Revue générale des sciences pures et appliquées. p. 81. Janvier 1930[41],
- L’ylang-ylang et le champaca, Lyon, La Parfumerie Moderne, n° 5, pp. 359-371, mai 1930,
- Le Cheptel ovin dans les Colonies françaises. L'Agriculture pratique des pays chauds, p. 815, nov. 1931[42],
- Le Pou de San Jose. La Nature., n° 2879, p. 369,15 avril 1932[43].
- Le badianier, La badiane ou anis étoilé. Lyon, La Parfumerie moderne. p. 545. Décembre 1934[44].

## Distinctions et récompenses
- Lauréat Exposition de la Société d'encouragement pour l'Industrie nationale de la Société des Agriculteurs de France. 1900 (Médaille argent)
- Médaille d'or de la Société Encouragement pour industrie nationale,
- Deux prix agronomiques de la Société Agriculture de France, pour Le petit lait dans l'alimentation du bétail (1903)[45],
- Médailles d'argent (Exposition 1900 el Académie d'Agriculture de France) ; Médaille d'or de l'Académie d'Agriculture de France avec Désiré Bouret pour  La culture des Plantes médicinales et la cueillette des plantes sauvages (1921)[46],
- Prix H. de Rothschild de la Société scientifique d'Hygiène alimentaire[11],

- Prix Rouliot au concours  de l'Association des Ingénieurs agronomes[47].

## Anthologie
- Fabrication des essences de fleurs d'oranger, Paris. Le Génie Civil. 1905[48]

« Les récentes recherches de MM. E. Charabot et G. Laloue montrent que la production d'essence [de fleur d'oranger] dans la fleur est plus active lorsque l'organe est en plein développement qu'à un stade antérieur. C'est un point dont il faut tenir compte au moment de la cueillette. Il importe, d'ailleurs, de traiter les fleurs aussitôt qu'elles sont coupées, ou tout au moins de les conserver sèches : une récolte moisie est une récolte perdue.
Le rendement est de 1 gramme, 1 gramme et demi et quelquefois 2 grammes d'essence par kilogramme de fleurs. Pour une même saison et une même variété, il existe, en effet, des différences suivant les districts. Le rendement est plus faible au début de la récolte. Les expositions au Midi, à l'abri, sont les plus favorables. C'est d'ailleurs, une règle générale pour les plantes à huiles volatiles. »